# Tarsici
Tarsici o Tarcisi - nom derivat de la ciutat grega de Tars - fou un màrtir cristià del segle iii. És venerat com a sant per diverses confessions cristianes. La seva historicitat és provada per un poema que li va dedicar el papa Damas I a mitjan segle iv, i que feu inscriure a la catacumba de Sant Calixt, on havia estat sebollit. Segons aquesta font, Tarsici va preferir de morir abans que lliurar les sagrades hòsties que duia a sobre. La multitud, en no voler lliurar-les, el va lapidar. Va ésser sebollit a les catacumbes de Sant Calixt.
A partir d'aquesta dada, s'ha pensat que era un diaca que duia les sagrades formes a la presó perquè hi combreguessin els presos cristians, o que les portava a un malalt, i que va ésser descobert. Amb el temps, a partir del segle vi, es va consolidar la creença que havia estat un nen, escolà o acòlit, qui les duia, i que va morir a la via Àpia, als vuit o deu anys, tot i que no hi ha prou dades per afirmar-ho. Un soldat, que la tradició identifica amb Quadrat, va recollir-ne el cadàver i el va portar a la catacumba de Sant Calixt.

## Poema de Damas
L'epigrama llatí de Sant Damas, única font històrica sobre el sant, diu:
Per meritum, quicumque legis, cognosce duorum,

quis Damasus rector titulos post praemia reddit.

Iudaicus populus Stephanum meliora monentem

perculerat saxis, tulerat qui ex hoste tropaeum,

martyrium primus rapuit leuita fidelis.

Tarsicium sanctum Christi sacramenta gerentem

cum male sana manus premeret uulgare profanis,

ipse animam potius uoluit dimittere caesus

prodere quam canibus rabidis caelestia membra.
Damasi Epigrammata, Maximilian Ihm, 1895, n. 14
« Lector, siguis qui siguis, escolta els mèrits iguals dels dos

a qui el bisbe Damas dedica aquesta inscripció després de llur triomf.

El poble jueu, que Esteve exhortava a captenir-se millor,

el ferí amb pedres, però li feu guanyar un trofeu sobre els enemics:

el fidel diaca va ser el primer a rebre la palma del martiri.

Tarsici duia els sagraments del sant Crist;

fou llavors que una munió d'exaltats l'incità a mostrar-los als impius

i ell preferí de donar la seva vida abans que ensenyar

als gossos enrabiats els membres celestes. »

## Veneració

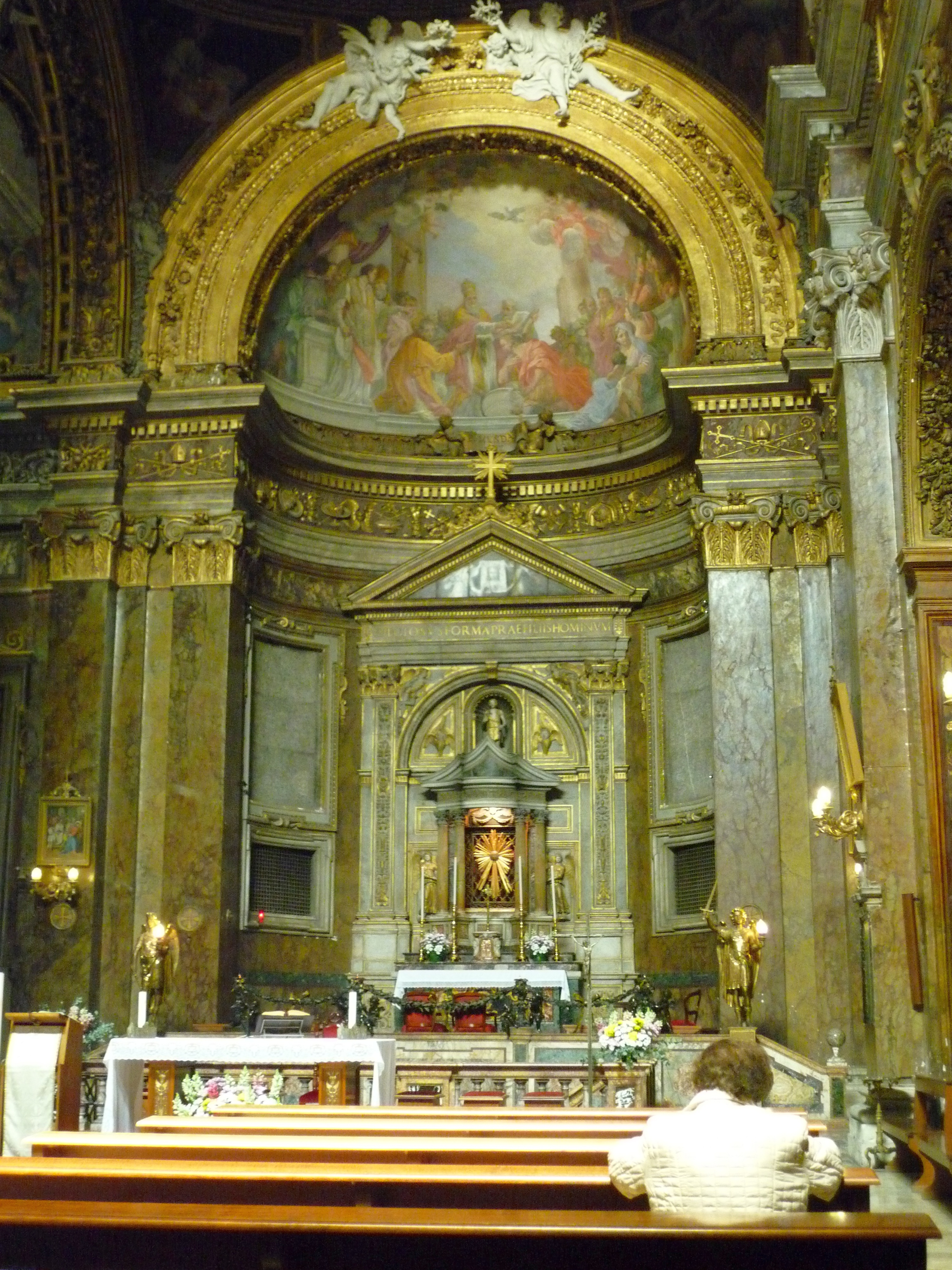
Altar major de S. Silvestro in Capite, on hi ha les restes del sant.

Les seves restes van ésser traslladades en 767 a l'església de San Silvestro in Capite, a Roma, i des del 1596 són sota l'altar major. En 1646, Carlo della Gatta, príncep de Monasterace, va obtenir d'Innocenci X la donació d'un cos sant que va portar a l'església de San Domenico Maggiore de Nàpols, i que s'atribueix a Sant Tarsici. Sembla, però, que el cos de Nàpols es tracta d'un altre Tarsici, potser acòlit del papa Esteve I. El seu antic sarcòfag serveix avui com a altar a la capella de l'Istituto San Tarcisio de Roma, a la Via Appia, 102. La festa litúrgica es fixà el 15 d'agost.
L'Església el va posar com a exemple de virtut dels escolans i acòlits, dels quals és sant patró.
La història va ésser reelaborada per Nicholas Wiseman a la popular novel·la Fabiola, or the Church in the Catacombs (1855), que contribuí a popularitzar-ne el culte.